# Červená Lhota (okres Třebíč)
Červená Lhota (německy Roth Lhotta nebo Rot Lhota (1939)) je obec ve střední části okresu Třebíč v kraji Vysočina. Žije zde 181 obyvatel. Obec je dnes členěna pouze na jednu místní část.
Obec leží v údolí Leštinského potoka 9 km severozápadně od města Třebíče a 9 km jihovýchodně od města Brtnice. Nadmořská výška obce se pohybuje mezi 495 m n. m. (náves) a 566 m n. m. (blízký vrch).
Počátky obce souvisí s působením nedalekého třebíčského kláštera, který kolonizoval celé okolí dnešního města Třebíče. První písemná zmínka o obci pochází z roku 1400. V jejích dějinách však byly jejími osadami také dnešní obce Čechtín, Číhalín, Nová Ves a Okřešice. Všechny se však roku 1867 osamostatnily.
Sousedními obcemi sídla jsou Kouty, Číchov, Okřešice, Číhalín, Čechtín, Horní Vilémovice, Přibyslavice a Chlum.

## Název
Jméno obce bylo odvozeno od podstatného jména lhůta, přívlastek červená vznikl později, dle barvy vnějšího a vnitřního nátěru zdejšího kostela a vnějšího nátěru bývalé tvrze.

## Geografie
Červenou Lhotou prochází z jihu na sever silnice z Číhalína k silnici II/351 a k Čechtínu, severozápadně ze zastavěného území obce vychází užitková silnice k Leštině, západně pak vychází užitková silnice ke Kratochvílovu mlýnu a východně pak vede užitková silnice k silnici II/351. Přes část území obce vede ze severu na jih silnice II/351. Kolem Kratochvílova mlýna, přes zastavěné území obce a k Leštině vede cyklostezka Jihlava–Třebíč–Raabs. Na východním okraji území obce v údolí řeky Jihlavy vede ze severu na jih červená turistická stezka.
Větší část území obce je zemědělsky využívána, zalesněné jsou jen plochy okolo údolí Smrčku, Leštinského potoka nebo svahy údolí řeky Jihlavy. Zalesněn je i prostor východně od zastavěného území obce.
Severní hranici území obce tvoří potok Smrček, ten se pak vlévá na hranici do Leštinského potoka, Leštinský potok přitéká z východu z Čechtína, následně protéká zastavěným územím obce a dál teče severně směrem k Číchovu, kde se vlévá do řeky Jihlavy. Jedním z jeho přítoků je nepojmenovaný potok, který vytéká z rybníka Česílko severně od zastavěného území obce, dalším přítokem je nepojmenovaný potok, který teče podél Lipového stromořadí v Červené Lhotě. Jižně od obce pramení nepojmenovaný potok, který teče jižně a pak západně, jeho tok tvoří jižní hranici území obce, posléze se u Kratochvílova mlýna vlévá do Jihlavy. Nad Křástkovým mlýnem pramení krátký potok, který teče pod ostrým spádem do řeky Jihlavy, na jeho toku leží historický památkově chráněný most. Západní hranici území obce je tvořena řekou Jihlavou v hlubokém údolí.
Západní okraji území obce je tvořen řekou Jihlavou v hlubokém údolí, tam nadmořská výška území obce dosahuje 425 metrů nad mořem, následně směrem na východ nadmořská výška roste, kdy na jihovýchodním a východním okraji území obce dosahuje 550 metrů nad mořem. Na území obce se nachází několik nepojmenovaných vrcholů, výraznější jsou vrcholy nad údolím řeky Jihlavy, jsou to dva s kótami 523 m a 563 m. Dále na východ jsou pak vrcholy s kótami 567 m, 554 m a několik menších. Těsně za jihozápadním okrajem území obce se nachází Čechtínský kopec (662 m), těsně za jižní hranicí území obce se nachází výrazný kopec Zubrca (612 m) a kopec Hlíny (559 m).
Zastavěné území obce se nachází na východním okraji území obce, na západním okraji Červené Lhoty se pak nachází velké JZD, na západním okraji území obce v údolí Jihlavy se nachází Křástkův mlýn a Kratochvílův mlýn, těsně za řekou také velká chatová osada. Chaty se nachází i na svahu údolí Jihlavy. 
Na východním okraji území obce se nachází Lipové stromořadí v Červené Lhotě.

## Historie

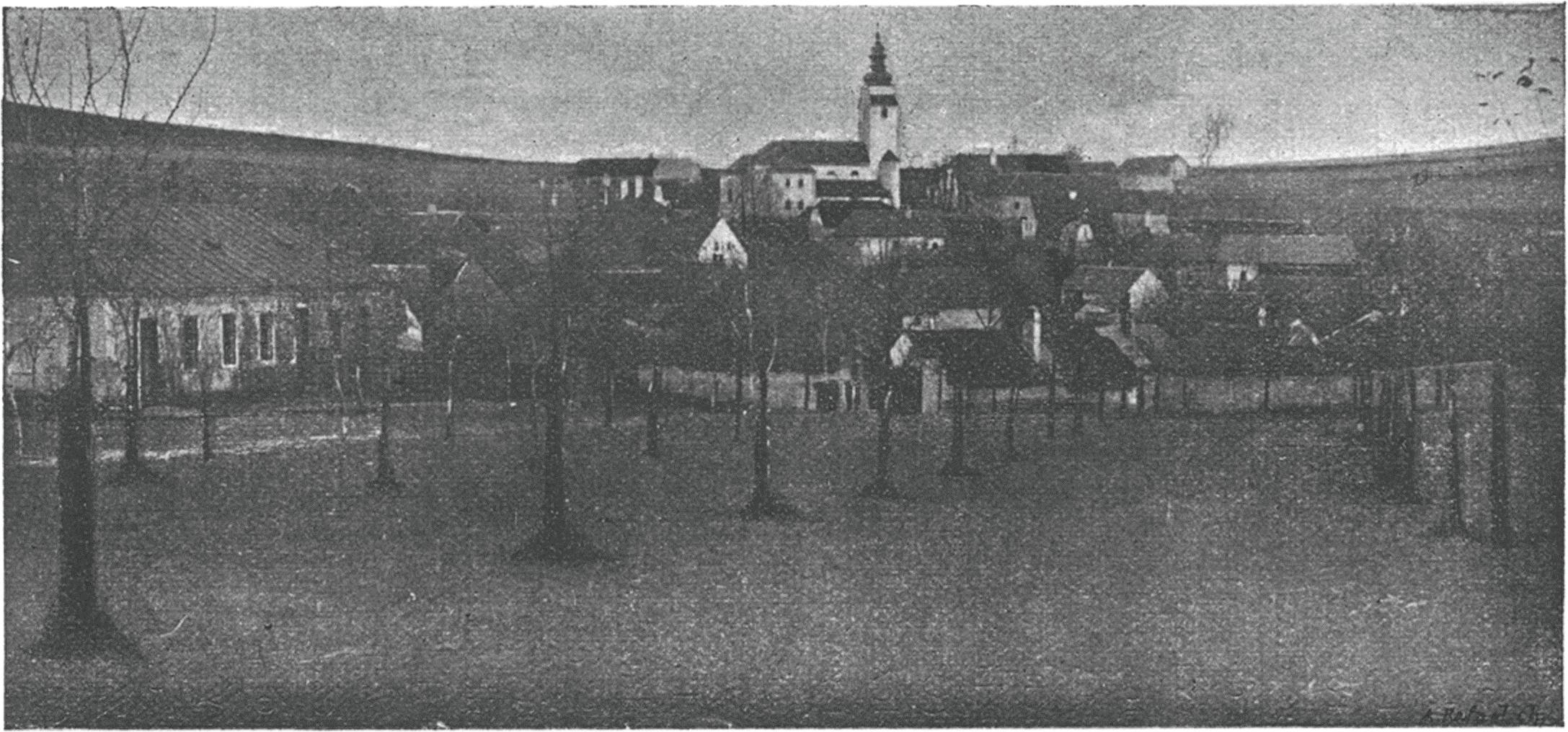
Červená Lhota v roce 1906

Červená Lhota byla založena třebíčským klášterem snad již ve 12. století, případně začátkem 13. století. Benediktini ve vesnici založili kostel a faru. Jejich stáří je odhadem odvozeno podle starého románského portálu kostela. První písemná zmínka o obci nepochází z roku 1436, jak uvádějí některé zdroje,, jak uvádí rodák Tomáš Bumba. ale z roku 1400, kdy biskup Jan (Mráz) poukázal knězi Zikmundovi, oltářníku Máří Magdalény u sv. Jakuba v Brně na úhradě jakési ztráty 11/2 kopy na faře v Červené Lhotě, 11/2 kopy v Kamenici, 4 kopy v Lukách, 11/2 kopy ve Zhoři u Polné a 11/2 kopy v Koněšíně.
Vzhledem k tomu, že byla obec v majetku třebíčského kláštera, působili zde manové. Man byl osobou, která byla zavázána třebíčskému klášteru svou poslušností. V případě nouze bývali manové povoláváni, aby přišli bránit klášter. Součástí jeho funkce mohla být i správa klášterního majetku v dané vesnici. V Červené Lhotě žili roku 1556 dokonce tři manové. Jedno manství držel Jan Zarubský,druhé jistý Kuba, celé jeho jméno však není známo. Třetí pak spravovali dohromady Martin Vakunda a Martin Múdrý. Ve vesnici žil v té době rovněž jeden dvořák jménem Jan Vacule. Ten byl povinen o svátcích svatého Václava a svatého Jiří odvádět za klášterní pozemky poplatek šestnáct grošů. Dále je v Červené Lhotě tehdy uváděno 7 celoláníků, 1 podsedník, 3 čtvrtláníci a jeden mlynář jménem Jan Nachystal, který za robotu tehdy odváděl klášteru 15 grošů.
Nezávislost na klášteru získala Červená Lhota patrně někdy v 15. století, kdy se dostala do rukou vladyků. Roku 1436 tak měla v obci žít jistá Skonka z Červené Lhoty, která je tehdy zmiňována v souvislosti s tím, že měla spor s Janem z Meziříče a roku 1446 s Benešem z Boskovic.
V 16. století pak patřila Červená Lhota rodině Zarubských, která se zde dokonce vystavěla zámeček a začala se psát jako Zarubští ze Červené Lhoty. Roku 1556 tak spravoval majetek Jan Zarubský, roku 1573 pak pánové Šťastný a Ctibor Zarubští. V kostele v nedaleké Brtnici se nachází náhrobek, na kterém je uveden ještě jistý Jindřich Zarubský, který měl zemřít roku 1571. Na náhrobku je uveden konkrétně nápis: „Tuto leží urozený pán Jindřich Zarubský Hofeřic a na Červený Lhotě, který život svůj dokonal v sobotu po všech svatých Léta Páně MDLXXI.“ Dle výpočtu podle dne v týdnu a data měl pan Jindřich Zarubský zemřít v sobotu 6. listopadu 1571. O pochovaném Jindřichu Zarubském je ještě známo, že vdova po něm se jmenovala Markyta, zemřela roku 1584 a má náhrobek v kostele v Řeznovicích.
Roku 1591 zakoupil Červenou Lhotu od bratrů Šťastného a Smila ze Zarubic Smil Osovský z Doubravice, který se začal psávat Smil Osovský z Dubravice na Třebíči a Červené Lhotě. Rodině Osovských z Dobravic tehdy patřilo třebíčské panství se zámkem v Třebíči, vesnice se tedy vlastně vrátila opět do rukou třebíčských pánů, kteří vystřídali klášter a byli jeho následovníky.
Osadami Červené Lhoty byly do roku 1867 obce Čechtín, Číhalín, Nová Ves a Okřešice. V roce 1850 měla i s připojenými osadami 1274 obyvatel. V roce 1991 měla 221 obyvatel. Do obce patřily dva mlýny a dvě pily. Záložna zde byla zřízena v roce 1899 a pak po druhé světové válce. Roku 2019 byl v obci vyvrtán nový obecní vrt.
V letech 2006–2010 působil jako starosta Miroslav Semrád, od roku 2010 tuto funkci zastává Eva Onderková.
Do roku 1849 patřila Červená Lhota do třebíčského panství, od roku 1850 patřil do okresu Jihlava, pak od roku 1855 do okresu Třebíč. Mezi lety 1980 a 1990 byla obec začleněna pod Čechtín, následně se obec osamostatnila.

## Demografie
| Rok            | 1869 | 1880 | 1890 | 1900 | 1910 | 1921 | 1930 | 1950 | 1961 | 1970 | 1980 | 1991 | 2001 | 2011 | 2021 |
| -------------- | ---- | ---- | ---- | ---- | ---- | ---- | ---- | ---- | ---- | ---- | ---- | ---- | ---- | ---- | ---- |
| Počet obyvatel | 375  | 337  | 309  | 343  | 339  | 326  | 323  | 257  | 259  | 232  | 221  | 207  | 188  | 188  | 177  |
| Počet domů     | 51   | 52   | 52   | 53   | 53   | 53   | 56   | 57   | 56   | 54   | 51   | 53   | 58   | 61   | 61   |

Obec Červená Lhota měla roku 1869 celkem 375 obyvatel. Od té doby počet obyvatel dlouhodobě klesal, roku 2001 dosáhl počtu 188 obyvatel. Stejný počet obyvatel měla vesnice ještě roku 2006. O dva roky později počet obyvatel poklesl až na spodní hranici k 184 obyvatelům. V roce 2009 měla obec 186 obyvatel. V současné době jich zde žije ještě o dva více, 349. Podle sčítaní lidu, domů a bytů z roku 2001 zde žilo 188 obyvatel, což tehdy byl nejnižší stav od roku 1869, z toho 86 žen a 102 mužů. Nejvíce obyvatel pak bylo ve věku 20–29 let. Národnostní složení obyvatel vesnice bylo poměrně homogenní – 151 obyvatel se hlásilo k národnosti české, 14 k národnosti moravské a ostatní národnosti nebyly zastoupeny vůbec.

### Náboženství
Fara byla v Červené Lhotě již od založení tamního kostela. Ten byl založen patrně již někdy ve 13. století. Písemná zmínka o existenci fary v Červené Lhotě je z roku 1400, kdy biskup Jan Mráz poukázal jistému knězi Zikmundovi, který byl oltářníkem Máří Magdaleny u svatého Jakuba v Brně, že má jakousi ztrátu jedna a půl kopy na faře v Červené Lhotě. Dále poukázal také na ztráty na farách v Kamenici, v Lukách, ve Zhoři u Polné a v Koněšíně. Roku 1421 pak měl dle záznamů spravovat faru provisor benediktinek v Pustiměři jménem Jan.
V 16. století nebyla fara pod katolickou správou. Tehdy i mnoho občanů nedalekého města Třebíče byly hojně protestantského vyznání. Důležité však je, že tehdy udělila faře patronát Kateřina z Valdštejna, manželka Smila Osovského z Doubravice a později zemského hejtmana Karla staršího ze Žerotína, kterýžto sám byl velkým patronem protestantů na Moravě.
Aby nad tím nadáním ochrannou ruku drželi a při tom při všem vyživení, kteréž na ten čas služebníkům církevním v dotyčných místech vyměřeno jest, jak s desátku, platu, tak i z důchodu panství třebického, kterýž obzvláště k faře lhotské vychází, nyní i na časi budoucí zanechali. 
Kateřina z Valdštejna, udělení patronátu faře v Červené Lhotě
Dále jsou udáváni zde jako kazatel Jan Novokolínský roku 1609, roku 1624 pak Jakub Petroselius, syn pastora třebíčského. Ještě v době po Bitvě na Bílé hoře však na čas byla fara nekatolickou. Tehdy obsluhovali farníci z Červené Lhoty i fary v Beneticích a Chlumu. Po vydání Obnoveného zřízení zemského však byly nekatolíci v celé monarchii stíháni a i z Červené Lhoty byly nekatolíci vyhnáni pokud nepřešli na víru katolickou. Fara byla následně zrušena a vesnice přifařena k Třebíči. Kaplan tehdy měl dojíždět z Třebíče do vesnice jednou za dva týdny v neděli. V roce 1670 pak byla fara přidělena do Kamenice a roku 1673 opět přifařena k Třebíči. Pod třebíčskou správou zůstala až do roku 1785, kdy byla po předchozí přestávce opět obnovena, farníkem se tehdy stal P. Josef Scheiner. Téhož roku byly založeny také obecní matriky.
Z 188 obyvatel bylo v roce 2001 136 věřících, z toho 130 se hlásilo k Římskokatolické církvi a dva obyvatelé k Českobratrské církvi evangelické. V obci se nachází farní kostel z první třetiny 13. století.

## Doprava
Do vsi vedou tři cesty. Z Číhalína a Čechtína vede silnice třetí třídy III/35111. Do Červené Lhoty se pak lze dostat ještě po silnici vedoucí přímo z hlavní silnice II/351. Silnice II/351 spojuje města Hrotovice, Třebíč, městys Kamenice a město Česká Bělá. Vesnice se nachází na mírném svahu klesajícím od této silnice, proto je z ní vidět až u Čechtína.
S bývalým okresním městem Třebíčí je obec spojena autobusovou dopravou provozovanou společností TRADO-BUS, která je součástí koncernu ICOM. Spoje jedou přes Okříšky, Přibyslavice, nebo Račerovice.
V roce 2010 byla zprovozněna také cyklostezka Jihlava–Třebíč–Raabs, která vede rovněž přes Červenou Lhotu.

## Politika

### Volby do Poslanecké sněmovny
|       | 2006                | 2010                | 2013                | 2017                | 2021                |
| ----- | ------------------- | ------------------- | ------------------- | ------------------- | ------------------- |
| 1.    | ČSSD (31,14 %)      | ODS (26,72 %)       | KDU-ČSL (26,66 %)   | ANO (35,45 %)       | SPOLU (36,97 %)     |
| 2.    | KDU-ČSL (30,32 %)   | ČSSD (19,82 %)      | ČSSD (20,95 %)      | KDU-ČSL (20,9 %)    | ANO (28,57 %)       |
| 3.    | ODS (23,77 %)       | TOP 09 (19,82 %)    | TOP 09 (16,19 %)    | ČSSD (9,09 %)       | ČSSD (13,44 %)      |
| účast | 78,21 % (122 z 156) | 74,68 % (118 z 158) | 68,18 % (105 z 154) | 73,51 % (111 z 151) | 79,87 % (119 z 149) |

### Volby do krajského zastupitelstva
|      | 1.                       | 2.                 | 3.                     | účast              |
| ---- | ------------------------ | ------------------ | ---------------------- | ------------------ |
| 2000 | 4KOALICE (55,93 %)       | ODS (11,86 %)      | SNK (11,86 %)          | 45,39 % (69 z 152) |
| 2004 | KDU-ČSL (50 %)           | ODS (28,37 %)      | SNK (10,81 %)          | 49,01 % (74 z 151) |
| 2008 | ČSSD (28,72 %)           | KDU-ČSL (22,34 %)  | ODS (19,14 %)          | 61,29 % (95 z 155) |
| 2012 | KDU-ČSL (24,19 %)        | ČSSD (19,35 %)     | Pro Vysočinu (16,12 %) | 50 % (76 z 152)    |
| 2016 | KDU-ČSL (28,12 %)        | ANO 2011 (18,75 %) | ČSSD (15,62 %)         | 43,42 % (66 z 152) |
| 2020 | KDU-ČSL (19,69 %)        | ČSSD (19,69 %)     | Piráti (13,63 %)       | 43,71 % (66 z 151) |
| 2024 | ODS+TOP 09+STO (24,32 %) | ANO (21,62 %)      | KDU-ČSL (17,56 %)      | 49,34 % (75 z 152) |

### Prezidentské volby
V prvním kole prezidentských voleb v roce 2013 první místo obsadil Jiří Dienstbier (26 hlasů), druhé místo obsadil Karel Schwarzenberg (26 hlasů) a třetí místo obsadil Jan Fischer (22 hlasů). Volební účast byla 78,95 %, tj. 120 ze 152 oprávněných voličů. V druhém kole prezidentských voleb v roce 2013 první místo obsadil Karel Schwarzenberg (64 hlasů) a druhé místo obsadil Miloš Zeman (47 hlasů). Volební účast byla 74,67 %, tj. 112 ze 150 oprávněných voličů.
V prvním kole prezidentských voleb v roce 2018 první místo obsadil Miloš Zeman (44 hlasů), druhé místo obsadil Jiří Drahoš (33 hlasů) a třetí místo obsadil Pavel Fischer (16 hlasů). Volební účast byla 76,67 %, tj. 115 ze 150 oprávněných voličů. V druhém kole prezidentských voleb v roce 2018 první místo obsadil Miloš Zeman (58 hlasů) a druhé místo obsadil Jiří Drahoš (57 hlasů). Volební účast byla 76,67 %, tj. 115 ze 150 oprávněných voličů.
V prvním kole prezidentských voleb v roce 2023 první místo obsadil Petr Pavel (34 hlasů), druhé místo obsadil Andrej Babiš (31 hlasů) a třetí místo obsadila Danuše Nerudová (28 hlasů). Volební účast byla 79,35 %, tj. 123 ze 155 oprávněných voličů. V druhém kole prezidentských voleb v roce 2023 první místo obsadil Petr Pavel (88 hlasů) a druhé místo obsadil Andrej Babiš (33 hlasů). Volební účast byla 77,56 %, tj. 121 ze 156 oprávněných voličů.

## Památky a zajímavosti

### Kostel svatého Vavřince

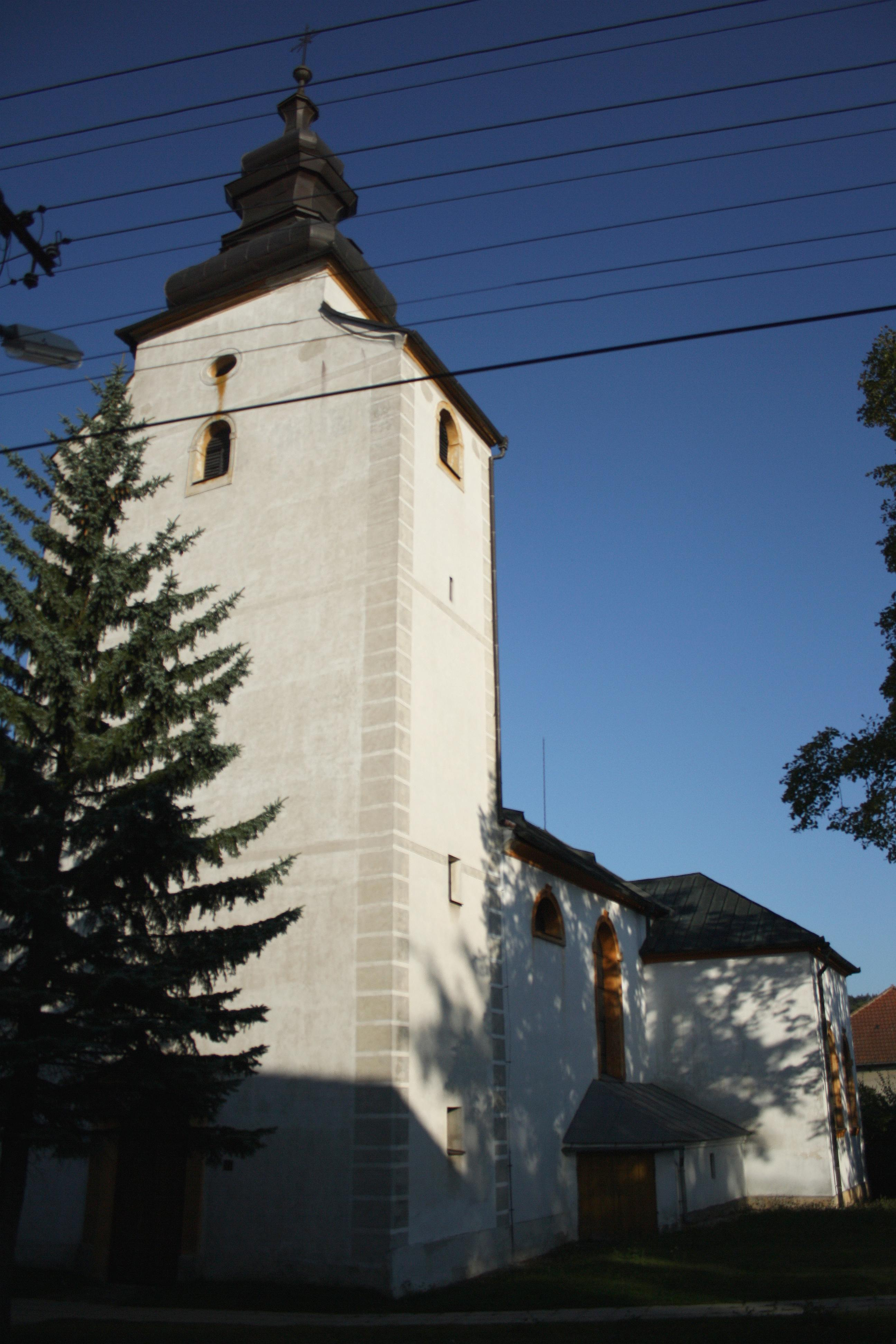
Kostel sv. Vavřince

Nejvýznamnější památkou v Červené Lhotě je farní kostel svatého Vavřince. Jádro stavby bylo postaveno v první třetině 13. století v románském slohu. Následně bylo zřejmě prodlouženo gotickou i renesanční přístavbou. Během úprav roku 1751 byl zvýšen západní přístavek o zvonicové patro a bylo vybudováno točité schodiště. Roku 1899 proběhly další stavební úpravy, při kterých byl stržen závěr kostela s apsidou, prodloužena loď, po obou stranách přistavěny kaple a následně zakončena novou apsidou. Ve věži jsou umístěny dva zvony z let 1505 a 1552. Mladší pochází ze zaniklé obce Stará Voda u u Města Libavá.

### Další památky
- Plastika sv. Rocha z 18. století
- Obecná škola z roku 1848, později jednotřídní
- Pošta z roku 1885, nyní už zrušená
- Historický kamenný můstek poblíž Fretychova Mlýna
- Kaplička (u cesty podél areálu ZD)
- V obci se nachází malá vodní elektrárna, která dostala v roce 2019 pokutu za to, že neměla povolení k nakládání s vodami[38]

## Osobnosti
- Stanislav Křeček (1909–1995), účetní
- Jan Machoň (1921–1994), spisovatel a novinář, poslanec Sněmovny lidu
- Zdeněk Řezníček, básník, malíř a publicista

## Galerie

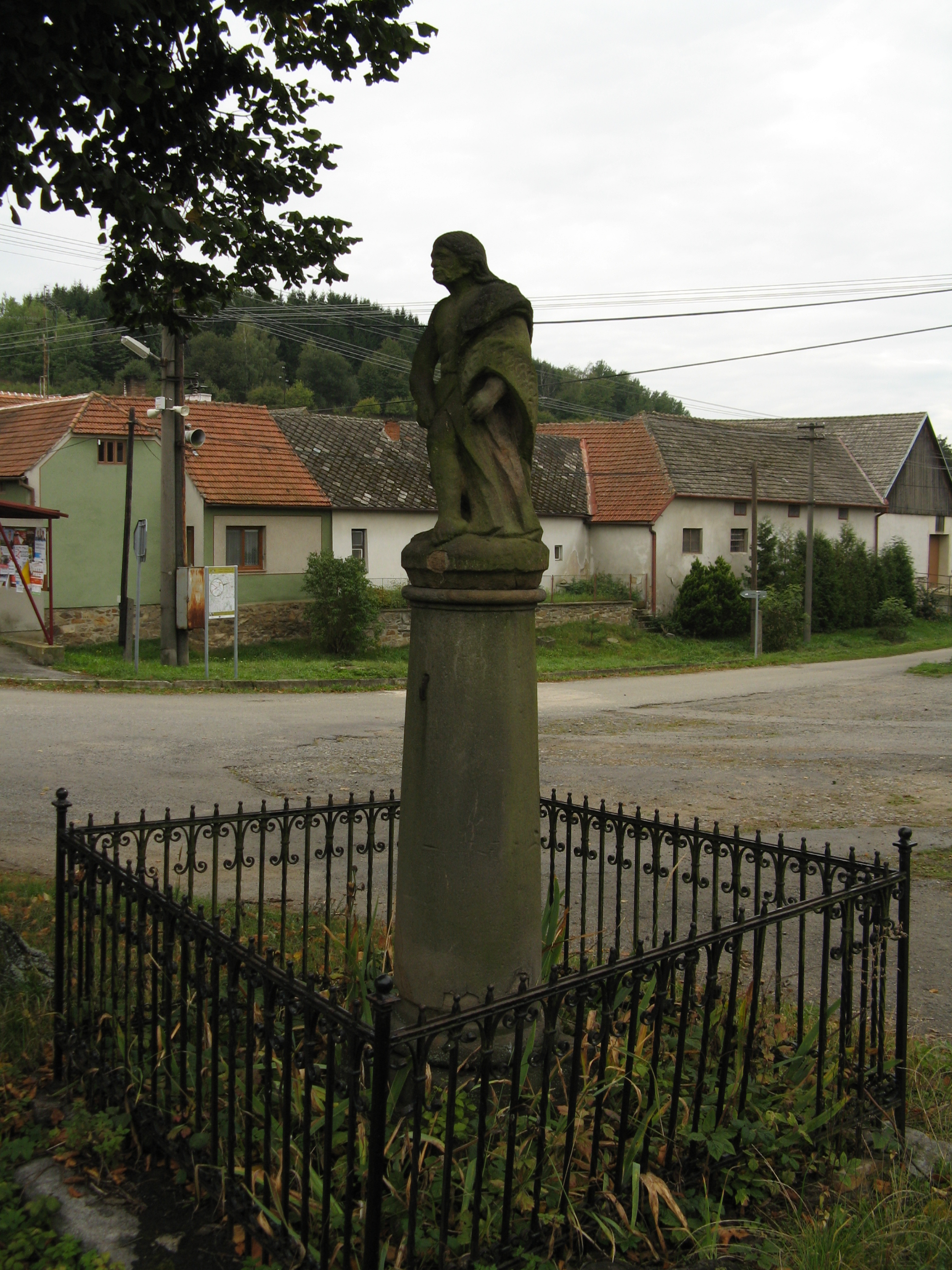
Plastika sv. Rocha
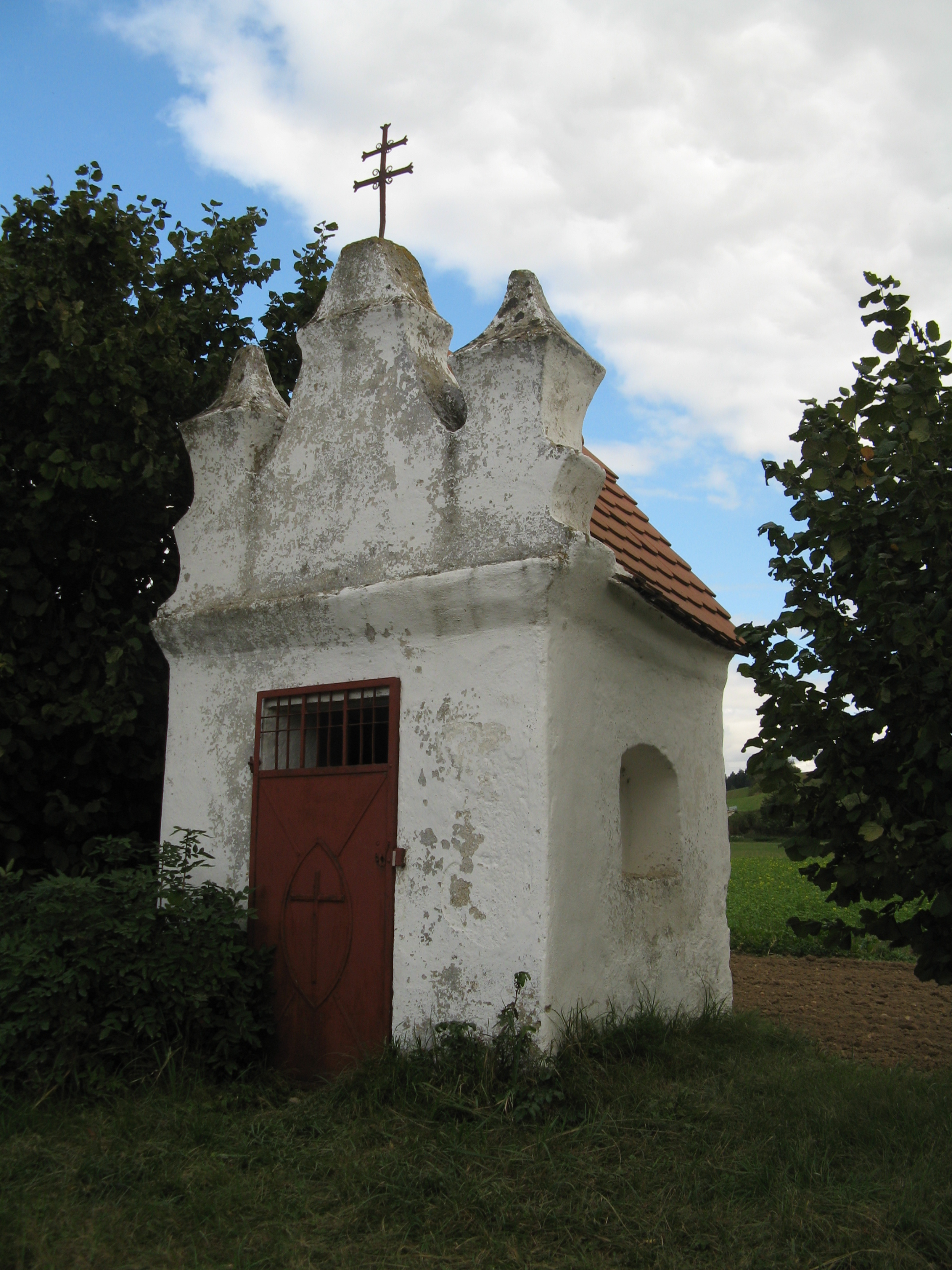
Kaplička